# Chorthippus eisentrauti
Chorthippus eisentrauti är en insektsart som först beskrevs av Willy Adolf Theodor Ramme 1931.  Chorthippus eisentrauti ingår i släktet Chorthippus och familjen gräshoppor. Inga underarter finns listade i Catalogue of Life.